# Líderes
Líderes è il nono album in studio del duo reggaeton portoricano Wisin & Yandel, pubblicato nel 2012.

## Tracce
1. Tu nombre – 4:31
2. Hipnotízame – 4:03
3. Algo Me Gusta de Ti (featuring Chris Brown & T-Pain) – 4:35
4. Peligro – 3:29
5. No te detengas – 3:45
6. Follow the Leader (featuring Jennifer Lopez) – 4:00
7. Una bendición (Spotlight) – 4:13
8. Rumba – 3:32
9. Prende (featuring Franco "El Gorila" & O'Neill) – 5:02
10. Perdón – 4:53
11. Música buena – 4:24
12. Noche de carnaval – 3:28
13. Un beso – 4:38
14. Algo me gusta de ti (Alternate version) – 4:36
15. Vengo Acabando (featuring Franco "El Gorila" & Alberto Stylee) – 3:51